# Sul Brasil
Sul Brasil es un municipio brasileño del estado de Santa Catarina. Tiene una población estimada al 2022 de 2 832 habitantes.
Localizado entre los Ríos Burro Blanco y Pesquero, en el extremo-oeste de la región inmediata de Chapecó, perteneciendo la Asociación de los municipios del Oeste de Santa Catarina – AMOSC. El municipio es formado por 15 comunidades.
El principal acceso es la carretera SC–479 con extensión de 10,4 km totalmente pavimentada, que une el municipio a la SC-469 en la ciudad de Modelo.

## Historia
El nombre Sul Brasil, se debe a Compañía Colonizadora Sul Brasil que en 1944, coordinó la llegada de descendientes de inmigrantes italianos y alemanes oriundos del estado de Rio Grande do Sul. Poco después llegaron los polacos. El 8 de diciembre de 1977 pasó a ser distrito de Modelo. Se emancipó el 26 de diciembre de 1991.

## Turismo
El principal evento gastronómico del municipio es la Fiesta del Frango Caipira, que sucede todos los años en el mes de septiembre por ocasión del aniversario del municipio, con el objetivo de divulgar la creación orgánica de pollos.